# Norbert Klaar
Norbert Klaar, född 12 oktober 1954 i Wittenberge, är en före detta östtysk sportskytt.
Klaar blev olympisk guldmedaljör i snabbpistol vid sommarspelen 1976 i Montréal.